# Javier Gutiérrez Álvarez
Javier Gutiérrez Álvarez (Luanco, 17 januari 1971) is een Spaans acteur.

## Filmografie

### Film
Uitgezonderd korte films en televisiefilms.
| Filmografie als acteur |                                           |
| Jaar                   | Titel                                     |
| 2002                   | El otro lado de la cama                   |
| 2003                   | Días de fútbol                            |
| 2004                   | Crimen ferpecto                           |
| 2004                   | El asombroso mundo de Borjamari y Pocholo |
| 2005                   | El penalti más largo del mundo            |
| 2005                   | Torrente 3: El protector                  |
| 2006                   | Un Franco 14 Pesetas                      |
| 2007                   | Días de cine                              |
| 2007                   | Salir pitando                             |
| 2008                   | Gente de mala calidad                     |
| 2008                   | Santos                                    |
| 2009                   | Al final del camino                       |
| 2011                   | Torrente 4                                |
| 2011                   | No lo llames amor... llámalo X            |
| 2011                   | Águila Roja, la película                  |
| 2013                   | Gente en sitios                           |
| 2013                   | Zipi y Zape y el club de la canica        |
| 2013                   | A Night in Old Mexico                     |
| 2014                   | Historias de Lavapiés                     |
| 2014                   | 2 francos, 40 pesetas                     |
| 2014                   | La isla minima                            |
| 2015                   | El desconocido                            |
| 2015                   | Truman                                    |
| 2016                   | El olivo                                  |
| 2016                   | 1898: Los últimos de Filipinas            |
| 2016                   | Plan de fuga                              |
| 2016                   | Assassin's Creed                          |
| 2017                   | El autor                                  |
| 2018                   | Campeones                                 |
| 2018                   | Durante la tormenta                       |
| 2020                   | Hogar                                     |
| 2021                   | Bajocero                                  |
| 2021                   | La hija                                   |

- Biblioteca Nacional de España: XX1796037
- Bibliothèque nationale de France: cb16234475x (data)
- Gemeinsame Normdatei: 137092768
- International Standard Name Identifier: 0000 0001 2030 1239
- Library of Congress Control Number: no2011095698
- Nationale Bibliotheek van Tsjechië: xx0179418
- Nederlandse Thesaurus van Auteursnamen: 39962127X
- Système universitaire de documentation: 127656219
- Virtual International Authority File: 87592855
- WorldCat: E39PBJgxpFvY77Hv99FfRyYgKd